# Ruta Provincial 41 (Buenos Aires)
La Ruta Provincial 41 es una carretera argentina pavimentada de 336 km, ubicada en el noreste de la provincia de Buenos Aires y se extiende desde la Ruta 2 , a la altura de Castelli cerca de la Bahía de Samborombón, hasta la ciudad de Baradero.
Esta ruta circunvala la Ciudad de Buenos Aires a una distancia de 100 a 180 km, y permite unir el norte con el sudeste de la provincia sin utilizar los accesos a la gran urbe, lo que implica un gran tránsito de camiones y líneas de transporte de pasajeros de larga distancia. Esta situación se alivió con la construcción en la década de 1970 de la Ruta Provincial 6, que circunvala la ciudad a una distancia de 50 a 70 km.
Por ley provincial el tramo de esta ruta dentro del partido de San Andrés de Giles lleva el nombre de Presidente Héctor J. Cámpora. En 2013, durante el gobierno del entonces gobernador Daniel Scioli se llevaron a cabo trabajos para la repavimentación de la ruta con una inversión de 40 millones de pesos.

## Localidades
A continuación se enumeran las localidades que atraviesa esta ruta de sur a norte. Los pueblos de 500 a 5.000 habitantes se encuentran en itálica.
- Partido de Castelli: Castelli.
- Partido de Pila: Acceso a Pila.
- Partido de General Belgrano: General Belgrano.
- Partido de Monte: San Miguel del Monte
- Partido de Lobos: Lobos.
- Partido de Navarro: Navarro.
- Partido de Mercedes: Mercedes.
- Partido de San Andrés de Giles: San Andrés de Giles.
- Partido de San Antonio de Areco: San Antonio de Areco.
- Partido de Baradero: Baradero.

## Historia
El 27 de agosto de 1961 la Dirección de Vialidad de la Provincia de Buenos Aires firmó un contrato con las empresas Semaco, Ecofisa, José María Aragón y Vialco para el estudio, proyecto y construcción del camino entre Baradero y Pila incluyendo los accesos a las ciudades de San Antonio de Areco, San Andrés de Giles, Lobos y Navarro, con un costo de 1453 millones de pesos moneda nacional (unos 17 millones de dólares de la época).
La obra se terminó el 29 de mayo de 1968, siendo el último tramo habilitado el que corresponde entre Lobos y Monte. El costo final fue de 3142 millones de pesos.

## Recorrido
A continuación, se presenta un mapa esquemático de los principales cruces con otras rutas y ferrocarriles presentes en el recorrido.
| RMq | MWNODEa | RMq |

|  | STR |

| exSTRq | TEEeq |  |

| STRq | ABZgr+r |  |

|  | STR |

| WASSERq | WBRÜCKE1 | WASSERq |

|  | STR |

| exSTRq | TEEeq |  |

| exlDAMPF |  | SKRZ-GBUE |  |  |

| exSTRq | ABZgr+r | lAMPEL |

| STRq | MWNODE | STRq |

| WASSERq | hKRZWae | WASSERq |

|  | STR |

| STRq | MWNODE | STRq |

|  | TEEaq | exSTRq |

| WASSERq | WBRÜCKE1 | WASSERq |

| STRq | MWNODE | STRq |

| lDAMPF |  | SKRZ-GBUE |  |  |

|  | eBUE |

|  | STR |

| WASSERq | WBRÜCKE1 | WASSERq |

| WASSERq | WBRÜCKE1 | WASSERq |

| exlDAMPF |  | SKRZ-Go |  |  |

| STRq | RMIdu | STRq |

| exlDAMPF |  | SKRZ-GBUE |  |  |

|  | TEEaq | STRq |

|  | STR |

| WASSERq | WBRÜCKE1 | WASSERq |

|  | STR |

| STRq | MWNODEl |  |

| exlDAMPF |  | SKRZ-GBUE |  |  |

| STRq | TEEeq |  |

|  | STR |

|  | eBUE |

|  | STR |

| WASSERq | WBRÜCKE1 | WASSERq |

| RMq | RMIco | RMq |

| lDAMPF |  | SKRZ-Go |  |  |

| lDAMPF |  | SKRZ-Go |  |  |

|  | ABZgl+l | exSTRq |

| exlDAMPF |  | SKRZ-Gu |  |  |

| WASSERq | hKRZWae | WASSERq |

|  | STR |

| RMq | RMIcu | RMq |

| WASSERq | WBRÜCKE1 | WASSERq |

| exSTRq | KRZlr+lr | exSTRq |

|  | eBUE |

| WASSERq | WBRÜCKE1 | WASSERq |

|  | STR |

| lDAMPF |  | SKRZ-Go |  |  |

| exSTRq | MWNODE | exSTRq |

| WASSERq | hKRZWae | WASSERq |

| RMq | RMIdo | RMq |

| STRq | KRZ | STRq |

| exSTRq | TEEeq |  |

|  | STR |

| exlDAMPF |  | SKRZ-GBUE |  |  |

| WASSERq | WBRÜCKE1 | WASSERq |

|  | STR |

|  | TEEaq | exSTRq |

| RMq | RMIdo | RMq |

| exSTRq | ABZgr+r |  |

| lDAMPF |  | SKRZ-Go |  |  |

| exSTRq | MWNODEe | exSTRq |